# Tournefort
Tournefort (in italiano, Tornaforte, ormai desueto) è un comune francese di 149 abitanti situato nel dipartimento delle Alpi Marittime della regione della Provenza-Alpi-Costa Azzurra.

## Storia
Il villaggio è citato nel XII secolo. I cavalieri dell'Ordine del Tempio avrebbero occupato un ospizio e delle terre nel 1176. La signoria è appartenuta alla famiglia dei Tornaforte, nome da cui prende origine il toponimo della località.
È poi associata alla vallata di Massoins ed è stata infeudata a Giovanni e Luigi Grimaldi di Boglio nel 1388. Il 14 febbraio 1434, Giovanni Grimaldi ha ricevuto l'omaggio degli abitanti di Tornaforte.
La signoria è passata in seguito ai Caissotti, dopo l'esecuzione d'Annibale Grimaldi, nel 1622, e nel 1723, è ritornata alla famiglia piemontese dei "Bruno" di Cuneo.
Il comune di Tornaforte fin dal 1388 ha seguito, con la contea di Nizza le vicende storiche prima della Contea di Savoia e del Ducato di Savoia, e poi dopo il Congresso di Vienna, dal 1815 al 1860, le sorti del Regno di Sardegna-Piemonte, per essere poi annesso nel 1860 alla Francia.
Il terremoto del 23 febbraio 1887 ha causato danni importanti al villaggio, isolato sul suo sperone roccioso. Il vecchio paese è stato abbandonato all'inizio del XX secolo ed era già in rovina nel 1916. L'ultimo abitante avrebbe lasciato il centro storico nel 1937 o 1938, ed il nuovo paese è situato in zona La Colle. La chiesa di San Pietro (Saint-Pierre) datante dal XVII secolo ed il cimitero sono rimasti nell'antico villaggio ormai spopolato.

## Monumenti e luoghi d'interesse
- Chiesa di San Pietro (Église Saint-Pierre) nel vecchio villaggio, ed è nominata proprio "San Pietro" nel 1658, in italiano, allora lingua ufficiale, o San Pietro «in vinculis» nel 1752.
Essa è stata restaurata nel 1862, poi di nuovo dopo il terremoto del 1887. Il tetto ed i canali di gronda sono stati rifatti nel 1962.
- Cappella di Sant'Antonio da Padova (Chapelle Saint-Antoine-de-Padoue), "cappella di Penitenti", nell'antico villaggio di Tornaforte.
- Cappella di San Martino (Chapelle Saint-Martin), ora in rovina. Essa è forse l'insediamento del villaggio primitivo risalente ai Liguri.
- Nell'antico villaggio, ci sono le rovine del castello di Tornaforte[2] e delle case.
- Forte di Picciarvet o del Picco Ciarvet costruito alla confluenza dei fiumi Tinea e Varo, tra il 1883 ed il 1890, per proteggere Nizza[3].
- Ponti sul Tinea di Tournefort (Tornaforte), al mulino di Tornaforte (Tournefort), vestigia d'un ponte romano datante probabilmente dal III secolo[4], e l'altro più moderno dal XVII secolo. I volontari della Lozère vi avevano installato due cannoni nel 1793.
- Frazione di "Courbaisse" (Cortebassa).
- Fabbrica d'Égleros, costruita nel 1951. Essa è alimentata da una condotta forzata derivante le acque del fiume Tinea.

## Società

### Evoluzione demografica
Abitanti censiti